# Copa México Apertura 2015
La Copa Corona MX Apertura 2015 fue la edición 47 de la Copa México. El campeón de este torneo se enfrentó contra el campeón de la Copa  Corona MX Clausura 2016 en la Supercopa MX 2015-16. En este torneo se presentó el debut de Cafetaleros y Murciélagos.

## Sistema de competición
La competencia de la Copa Corona MX es organizada por la Liga Bancomer MX y Ascenso Bancomer MX.

Participarán en la Copa Corona MX A15 un total de 28 clubes: 14 clubes de la Liga Bancomer MX y 14 clubes de Ascenso Bancomer MX.

Por lo que hace a los 18 clubes de la Liga Bancomer MX, se descontarán de la Tabla General de Acceso a los cuatro clubes que competirán en la Concacaf Liga Campeones 2015-16 (América, Santos, Tigres y Querétaro).

En cuanto a los Clubes del Ascenso Bancomer MX, solo participan 14 clubes descontando a Cimarrones y Juárez, por ser Clubes de expansión en este 2015.

### Fase de calificación
Se integra por 6 jornadas en las que los Clubes jugarán sólo con rivales de su grupo en series denominadas llaves. Los Clubes participantes se dividirán en grupos de 4 clubes cada uno.

Los equipos de cada grupo jugarán 3 llaves que se calificarán de la siguiente forma:
- Por juego ganado se obtendrán tres puntos
- Por juego empatado se obtendrá un punto
- Por juego perdido cero puntos
- Por llave ganada un punto adicional

En caso de que exista empate en el número de puntos obtenidos por juego, se tomará como criterio de desempate el mayor número de goles anotados como visitante. En caso de que exista empate en el número puntos obtenidos y en goles anotados, o no se hayan anotado goles en los partidos, no habrá punto adicional en la llave.

Si al finalizar las 6 jornadas, dos o más Clubes estuviesen empatados en puntos, su posición en la Tabla General de Clasificación será determinada atendiendo a los siguientes criterios de desempate:
1. Mejor diferencia entre los goles anotados y recibidos
2. Mayor número de goles anotados
3. Marcadores particulares entre los Clubes empatados
4. Mayor número de goles anotados como visitante
5. Mejor ubicado en la Tabla General de Cociente
6. Tabla Fair Play
7. Sorteo

Para determinar los lugares que ocuparán los clubes que participen en la Fase Final de la Copa Corona MX Apertura 2015, se tomará como base la Tabla General de Clasificación al término del torneo.

### Fase final
Participarán por el título de Campeón de la Copa Corona MX Apertura 2015 el primer lugar de cada uno de los 7 grupos y el mejor segundo lugar.

En esta fase los equipos se enfrentarán a un solo partido resultando vencedor el que anote mayor número de goles en el tiempo reglamentario de juego. En caso de empate en goles o que no se haya anotado ninguno, para decidir el encuentro se procederá a tirar series de penales.

El partido se llevará a cabo en el estadio del club que tenga mejor ubicación en la Tabla General de Clasificación del Torneo de Copa.
La fase final se jugará de la siguiente forma:
- Cuartos de Final
  - 1 vs 8 → SF1
  - 2 vs 7 → SF2
  - 3 vs 6 → SF3
  - 4 vs 5 → SF4
- Semifinales
  - SF1 vs SF4 → F1
  - SF2 vs SF3 → F2
- Final
  - F1 vs F2

## Equipos por Entidad Federativa
| Monterrey U de G Guadalajara Chiapas Tapachula Tijuana Puebla Lobos BUAP Toluca UNAM Veracruz Tepic Zacatecas Celaya Oaxaca Zacatepec San Luis Necaxa Correcaminos Atlante Dorados Cruz Azul Pachuca León Morelia Atlas Murciélagos Venados |

| Entidad Federativa | N.º | Equipos                     |
| ------------------ | --- | --------------------------- |
| Jalisco            | 3   | Guadalajara, U de G y Atlas |
| Distrito Federal   | 2   | UNAM y Cruz Azul            |
| Chiapas            | 2   | Chiapas y Cafetaleros       |
| Puebla             | 2   | Puebla y Lobos BUAP         |
| Sinaloa            | 2   | Dorados y Murciélagos       |
| Guanajuato         | 2   | Celaya y León               |
| Hidalgo            | 1   | Pachuca                     |
| Tamaulipas         | 1   | Correcaminos                |
| Nuevo León         | 1   | Monterrey                   |
| Baja California    | 1   | Tijuana                     |
| Estado de México   | 1   | Toluca                      |
| Veracruz           | 1   | Veracruz                    |
| Morelos            | 1   | Zacatepec                   |
| Aguascalientes     | 1   | Necaxa                      |
| Oaxaca             | 1   | Alebrijes                   |
| San Luis Potosí    | 1   | Atlético San Luis           |
| Yucatán            | 1   | Venados                     |
| Quintana Roo       | 1   | Atlante                     |
| Nayarit            | 1   | Coras Tepic                 |
| Zacatecas          | 1   | Mineros                     |
| Michoacán          | 1   | Morelia                     |

## Información de los equipos
| Equipo        | Entrenador               | Estadio                      | Ciudad                           | Patrocinador      | Kit           |
| ------------- | ------------------------ | ---------------------------- | -------------------------------- | ----------------- | ------------- |
| Alebrijes     | Ricardo Rayas            | Benito Juárez                | Oaxaca, Oaxaca                   |                   | Lotto         |
| Atlante       | Eduardo Fentanes         | Olímpico Andrés Quintana Roo | Cancún, Quintana Roo             | Cancún            | Kappa         |
| Atlas         | Gustavo Matosas          | Jalisco                      | Guadalajara, Jalisco             | Bridgestone       | Puma          |
| Atl. San Luis | Raúl Arias               | Alfonso Lastras              | San Luis Potosí, San Luis Potosí | Coca Cola         | Charly        |
| Cafetaleros   | Carlos de los Cobos      | Olímpico de Tapachula        | Tapachula, Chiapas               |                   |               |
| Celaya        | Enrique López Zarza      | Miguel Alemán Valdés         | Celaya, Guanajuato               |                   |               |
| Chiapas       | Ricardo La Volpe         | Víctor Manuel Reyna          | Tuxtla Gutiérrez, Chiapas        | Chiapas           | Pirma         |
| León          | Juan Antonio Pizzi       | Nou Camp                     | León, Guanajuato                 | Telcel            | Pirma         |
| Cruz Azul     | Tomás Boy                | Azul                         | México, D .F                     | Cemento Cruz Azul | Under Armour  |
| Coras Tepic   | José Luis González China | Arena Cora                   | Tepic, Nayarit                   | Riviera Nayarit   | Nike          |
| Correcaminos  | Ricardo Cadena           | Marte R. Gómez               | Cd. Victoria, Tamaulipas         | Libertad          | Atlética      |
| Dorados       | Luis Fernando Suárez     | Banorte                      | Culiacán, Sinaloa                | Coppel            | Charly        |
| Guadalajara   | Matias Almeyda           | Omnilife                     | Guadalajara, Jalisco             | Bimbo             | Adidas        |
| Leones Negros | Daniel Gúzman            | Jalisco                      | Guadalajara, Jalisco             | Telcel            | Lotto         |
| Lobos BUAP    | Ricardo Valiño           | Olímpico de la BUAP          | Puebla, Puebla                   | Coca Cola         | Keuka         |
| Mineros       | Joel Sánchez Ramos       | Francisco Villa              | Zacatecas, Zacatecas             | Telcel            | Pirma         |
| Morelia       | Enrique Meza             | Morelos                      | Morelia, Michoacán               | Bridgestone       | Pirma         |
| Monterrey     | Antonio Mohamed          | BBVA Bancomer                | Guadalupe, Nuevo León            | Bimbo             | Puma          |
| Murciélagos   | Jorge Manrique           | Centenario                   | Los Mochis, Sinaloa              |                   |               |
| Necaxa        | Miguel Fuentes           | Victoria                     | Aguascalientes, Aguascalientes   | Mercedes-Benz     | Umbro         |
| Pachuca       | Diego Alonso             | Hidalgo                      | Pachuca, Hidalgo                 |                   | Nike          |
| Puebla        | Pablo Marini             | Olímpico de la BUAP          | Puebla, Puebla                   | Coca-Cola         | Charly        |
| Tijuana       | Miguel Herrera           | Caliente                     | Tijuana, Baja California         | Caliente          | Adidas        |
| Toluca        | José Saturnino Cardozo   | Nemesio Diez                 | Toluca, Estado de México         | Banamex           | Under Armour  |
| UNAM          | Guillermo Vázquez        | Olímpico Universitario       | México, D. F.                    | Banamex           | Nike          |
| Veracruz      | Carlos Reinoso           | Luis "Pirata" Fuente         | Boca del Río, Veracruz           | Winpot Casino     | Charly        |
| Venados       | Juan Carlos Chávez       | Carlos Iturralde             | Mérida, Yucatán                  | ADO               | Lotto         |
| Zacatepec     | Carlos Gutiérrez         | Agustín "Coruco" Díaz        | Zacatepec, Morelos               | Boing             | Silver Sports |

## Transmisión por televisión
La Transmisión del Torneo de Copa está distribuido por diferentes televisoras, tanto de paga como abierta, haciendo su debut en las transmisiones de cualquier categoría en la Liga Mexicana: Cadena Tres. No hay un orden precisó en cuanto a las señales correspondientes a la transmisión, las frecuencias se anuncian días antes de la fecha programada al partido. Estas son las televisoras y los canales de TV de Paga que transmiten los partidos:
Televisa
```
TDN
```

Fox Sports (Latinoamérica)
 TVC Deportes
 SKY
 ESPN Latinoamérica
 Cadena Tres

## Calendario
El Calendario de la competición es el siguiente:
| Fase                   | Ronda            | Partido de ida        | Partido de vuelta     |
| ---------------------- | ---------------- | --------------------- | --------------------- |
| Fase de grupos         | Llave 1          | 28 y 29 de julio      | 4 y 5 de agosto       |
| Fase de grupos         | Llave 2          | 18 y 19 de agosto     | 25 y 26 de agosto     |
| Fase de grupos         | Llave 3          | 15 y 16 de septiembre | 22 y 23 de septiembre |
| Eliminatorias directas | Cuartos de final |                       |                       |
| Eliminatorias directas | Semifinales      |                       |                       |
| Eliminatorias directas | Final            |                       |                       |

## Fase de grupos
Jugarán en siete grupos de cuatro equipos, en cada grupo habrá dos equipos de la Liga Bancomer MX y dos de la liga de Ascenso Bancomer MX. Clasificarán a cuartos de final el primer lugar de cada grupo y el mejor segundo lugar.
- Los horarios son correspondientes al Tiempo del Centro de México (UTC-6 y UTC-5 en horario de verano).

|  | Equipo clasificado para la Fase final (Primer lugar de grupo).        |
|  | Equipo clasificado para la Fase final (Mejor segundo lugar de grupo). |
|  | Equipo eliminado de la competición.                                   |

### Grupo 1
Equipos de la Liga Bancomer MX: Cruz Azul, Pachuca
Equipos del Ascenso Bancomer MX: Venados, Atlante
Transmisión:/  /
| Pos. | Equipo    | Pts. | PJ | G | E | P | LG | GF | GC | Dif. | Clasificación             |
| ---- | --------- | ---- | -- | - | - | - | -- | -- | -- | ---- | ------------------------- |
| 1    | Cruz Azul | 13   | 6  | 4 | 0 | 2 | 1  | 6  | 3  | +3   | Acceso a cuartos de final |
| 2    | Atlante   | 12   | 6  | 3 | 1 | 2 | 2  | 6  | 6  | 0    |                           |
| 3    | Pachuca   | 9    | 6  | 2 | 1 | 3 | 2  | 9  | 8  | +1   |                           |
| 4    | Venados   | 6    | 6  | 2 | 0 | 4 | 0  | 3  | 7  | −4   |                           |

 Fuente: [cita requerida]
| Pachuca   | 1 - 1 | Atlante   | Hidalgo                | 28 de julio      | 19:00 |         |
| Venados   | 0 - 1 | Cruz Azul | Carlos Iturralde       | 29 de julio      | 20:30 | Gala TV |
| Cruz Azul | 0 - 1 | Venados   | Azul                   | 4 de agosto      | 19:00 |         |
| Atlante   | 3 - 2 | Pachuca   | O. Andrés Quintana Roo | 4 de agosto      | 21:00 |         |
| Atlante   | 0 - 2 | Cruz Azul | O. Andrés Quintana Roo | 18 de agosto     | 21:00 |         |
| Pachuca   | 4 - 1 | Venados   | Hidalgo                | 19 de agosto     | 19:00 |         |
| Cruz Azul | 1 - 0 | Atlante   | Azul                   | 25 de agosto     | 19:00 |         |
| Venados   | 1 - 0 | Pachuca   | Carlos Iturralde       | 25 de agosto     | 21:00 |         |
| Atlante   | 1 - 0 | Venados   | O. Andrés Quintana Roo | 15 de septiembre | 19:00 |         |
| Cruz Azul | 2 - 1 | Pachuca   | Azul                   | 15 de septiembre | 19:00 |         |
| Venados   | 0 - 1 | Atlante   | Carlos Iturralde       | 22 de septiembre | 19:00 |         |
| Pachuca   | 1 - 0 | Cruz Azul | Hidalgo                | 23 de septiembre | 19:00 |         |

### Grupo 2
Equipos de la Liga Bancomer MX: Monterrey, León
Equipos del Ascenso Bancomer MX: Correcaminos, Atl. San Luis
Transmisión:/ 
| Pos. | Equipo               | Pts. | PJ | G | E | P | LG | GF | GC | Dif. | Clasificación             |
| ---- | -------------------- | ---- | -- | - | - | - | -- | -- | -- | ---- | ------------------------- |
| 1    | León                 | 17   | 6  | 4 | 2 | 0 | 3  | 17 | 9  | +8   | Acceso a cuartos de final |
| 2    | Atlético de San Luis | 10   | 6  | 2 | 2 | 2 | 2  | 11 | 10 | +1   |                           |
| 3    | Monterrey            | 9    | 6  | 2 | 2 | 2 | 1  | 9  | 11 | −2   |                           |
| 4    | Correcaminos UAT     | 3    | 6  | 1 | 0 | 5 | 0  | 6  | 13 | −7   |                           |

 Fuente: [cita requerida]
| Atl. San Luis | 1 - 2 | León          | Alfonso Lastras | 28 de julio      | 19:00 |  |
| Correcaminos  | 1 - 3 | Monterrey     | Marte R. Gómez  | 29 de julio      | 21:00 |  |
| León          | 3 - 3 | Atl. San Luis | Nou Camp        | 5 de agosto      | 19:00 |  |
| Monterrey     | 1 - 0 | Correcaminos  | BBVA Bancomer   | 5 de septiembre  | 19:00 |  |
| Correcaminos  | 1 - 3 | León          | Marte R. Gómez  | 18 de agosto     | 19:00 |  |
| Atl. San Luis | 2 - 1 | Monterrey     | Alfonso Lastras | 19 de agosto     | 20:30 |  |
| León          | 2 - 1 | Correcaminos  | Nou Camp        | 25 de agosto     | 19:00 |  |
| Monterrey     | 1 - 1 | Atl. San Luis | BBVA Bancomer   | 25 de agosto     | 21:00 |  |
| Correcaminos  | 2 - 1 | Atl. San Luis | Marte R. Gómez  | 15 de septiembre | 21:00 |  |
| León          | 5 - 1 | Monterrey     | Nou Camp        | 16 de septiembre | 19:00 |  |
| Atl. San Luis | 3 - 1 | Correcaminos  | Alfonso Lastras | 22 de septiembre | 19:00 |  |
| Monterrey     | 2 - 2 | León          | BBVA Bancomer   | 22 de septiembre | 21:00 |  |

### Grupo 3
Equipos de la Liga Bancomer MX: UNAM, Chiapas
Equipos del Ascenso Bancomer MX: Oaxaca, Tapachula
Trasmisión:  /
| Pos. | Equipo      | Pts. | PJ | G | E | P | LG | GF | GC | Dif. | Clasificación             |
| ---- | ----------- | ---- | -- | - | - | - | -- | -- | -- | ---- | ------------------------- |
| 1    | Alebrijes   | 14   | 6  | 3 | 2 | 1 | 3  | 11 | 7  | +4   | Acceso a cuartos de final |
| 2    | Chiapas     | 10   | 6  | 2 | 2 | 2 | 2  | 10 | 11 | −1   |                           |
| 3    | UNAM        | 8    | 6  | 2 | 1 | 3 | 1  | 9  | 9  | 0    |                           |
| 4    | Cafetaleros | 7    | 6  | 2 | 1 | 3 | 0  | 6  | 9  | −3   |                           |

 Fuente: [cita requerida]
| UNAM        | 1 - 2 | Alebrijes   | Olímpico Universitario | 28 de julio      | 21:00 |         |
| Chiapas     | 1 - 0 | Cafetaleros | Víctor Manuel Reyna    | 29 de julio      | 19:00 |         |
| Alebrijes   | 1 - 1 | UNAM        | Benito Juárez          | 5 de agosto      | 18:30 | Gala TV |
| Cafetaleros | 2 - 2 | Chiapas     | Olímpico de Tapachula  | 5 de septiembre  | 21:00 |         |
| UNAM        | 3 - 0 | Cafetaleros | Olímpico Universitario | 18 de agosto     | 21:00 |         |
| Chiapas     | 3 - 3 | Alebrijes   | Víctor Manuel Reyna    | 19 de agosto     | 21:00 |         |
| Cafetaleros | 2 - 0 | UNAM        | Olímpico de Tapachula  | 25 de agosto     | 21:00 |         |
| Alebrijes   | 2 - 0 | Chiapas     | Benito Juárez          | 26 de agosto     | 18:30 |         |
| Cafetaleros | 1 - 0 | Alebrijes   | Olímpico de Tapachula  | 15 de septiembre | 19:00 |         |
| Chiapas     | 2 - 1 | UNAM        | Víctor Manuel Reyna    | 16 de septiembre | 20:30 | Gala TV |
| UNAM        | 3 - 2 | Chiapas     | Olímpico Universitario | 22 de septiembre | 21:00 |         |
| Alebrijes   | 3 - 1 | Cafetaleros | Benito Juárez          | 23 de septiembre | 18:30 |         |

### Grupo 4
Equipos de la Liga Bancomer MX: Guadalajara, Morelia
Equipos del Ascenso Bancomer MX: Mineros, Tepic
Trasmisión:  /
| Pos. | Equipo               | Pts. | PJ | G | E | P | LG | GF | GC | Dif. | Clasificación             |
| ---- | -------------------- | ---- | -- | - | - | - | -- | -- | -- | ---- | ------------------------- |
| 1    | Guadalajara          | 16   | 6  | 4 | 1 | 1 | 3  | 7  | 3  | +4   | Acceso a cuartos de final |
| 2    | Morelia              | 13   | 6  | 3 | 2 | 1 | 2  | 7  | 5  | +2   |                           |
| 3    | Coras                | 5    | 6  | 1 | 2 | 3 | 0  | 4  | 7  | −3   |                           |
| 4    | Mineros de Zacatecas | 5    | 6  | 1 | 1 | 4 | 1  | 3  | 6  | −3   |                           |

 Fuente: [cita requerida]
| Guadalajara | 2 - 0 | Mineros     | Omnilife        | 28 de julio      | 19:00 |         |
| Coras Tepic | 2 - 2 | Morelia     | Arena Cora      | 29 de julio      | 21:00 |         |
| Morelia     | 1 - 0 | Coras Tepic | Morelos         | 4 de agosto      | 19:00 |         |
| Mineros     | 0 - 1 | Guadalajara | Francisco Villa | 5 de agosto      | 20:30 |         |
| Coras Tepic | 0 - 1 | Guadalajara | Arena Cora      | 18 de agosto     | 19:00 |         |
| Morelia     | 2 - 1 | Mineros     | Morelos         | 19 de agosto     | 20:30 | Gala TV |
| Mineros     | 0 - 0 | Morelia     | Francisco Villa | 25 de agosto     | 19:00 |         |
| Guadalajara | 1 - 1 | Coras Tepic | Omnilife        | 26 de agosto     | 20:30 | Gala TV |
| Guadalajara | 0 - 1 | Morelia     | Omnilife        | 15 de septiembre | 21:00 |         |
| Coras Tepic | 1 - 0 | Mineros     | Arena Cora      | 15 de septiembre | 21:00 |         |
| Mineros     | 2 - 0 | Coras Tepic | Francisco Villa | 22 de septiembre | 19:00 |         |
| Morelia     | 1 - 2 | Guadalajara | Morelos         | 23 de septiembre | 20:30 | Gala TV |

### Grupo 5
Equipos de la Liga Bancomer MX: Tijuana, Toluca
Equipos del Ascenso Bancomer MX: Zacatepec, Necaxa
Trasmisión:  /  / 
| Pos. | Equipo    | Pts. | PJ | G | E | P | LG | GF | GC | Dif. | Clasificación             |
| ---- | --------- | ---- | -- | - | - | - | -- | -- | -- | ---- | ------------------------- |
| 1    | Toluca    | 15   | 6  | 3 | 3 | 0 | 3  | 14 | 7  | +7   | Acceso a cuartos de final |
| 2    | Tijuana   | 15   | 6  | 4 | 1 | 1 | 2  | 12 | 11 | +1   | Acceso a cuartos de final |
| 3    | Zacatepec | 5    | 6  | 1 | 1 | 4 | 1  | 10 | 13 | −3   |                           |
| 4    | Necaxa    | 4    | 6  | 1 | 1 | 4 | 0  | 12 | 17 | −5   |                           |

 Fuente: [cita requerida]
| Tijuana   | 2 - 1 | Zacatepec | Caliente            | 28 de julio      | 21:00 (19:00L) |  |
| Toluca    | 4 - 2 | Necaxa    | Nemesio Diez        | 29 de julio      | 19:00          |  |
| Zacatepec | 1 - 2 | Tijuana   | Agustín Coruco Díaz | 4 de agosto      | 19:00          |  |
| Necaxa    | 1 - 1 | Toluca    | Victoria            | 5 de agosto      | 19:00          |  |
| Necaxa    | 1 - 2 | Tijuana   | Victoria            | 18 de agosto     | 21:00          |  |
| Zacatepec | 1 - 1 | Toluca    | Agustín Coruco Díaz | 19 de agosto     | 21:00          |  |
| Toluca    | 3 - 1 | Zacatepec | Nemesio Diez        | 26 de agosto     | 19:00          |  |
| Tijuana   | 4 - 3 | Necaxa    | Caliente            | 26 de agosto     | 21:00 (19:00L) |  |
| Zacatepec | 5 - 2 | Necaxa    | Agustín Coruco Díaz | 15 de septiembre | 19:00          |  |
| Toluca    | 3 - 0 | Tijuana   | Nemesio Diez        | 16 de septiembre | 21:00          |  |
| Necaxa    | 3 - 1 | Zacatepec | Victoria            | 22 de septiembre | 19:00          |  |
| Tijuana   | 2 - 2 | Toluca    | Caliente            | 22 de septiembre | 21:00 (19:00L) |  |

### Grupo 6
Equipos de la Liga Bancomer MX: Dorados de Sinaloa, Atlas
Equipos del Ascenso Bancomer MX: Murciélagos, Leones Negros
Trasmisión: , , 
| Pos. | Equipo      | Pts. | PJ | G | E | P | LG | GF | GC | Dif. | Clasificación             |
| ---- | ----------- | ---- | -- | - | - | - | -- | -- | -- | ---- | ------------------------- |
| 1    | Atlas       | 15   | 6  | 4 | 1 | 1 | 2  | 6  | 2  | +4   | Acceso a cuartos de final |
| 2    | Dorados     | 10   | 6  | 3 | 0 | 3 | 1  | 7  | 5  | +2   |                           |
| 3    | Murciélagos | 8    | 6  | 2 | 1 | 3 | 1  | 5  | 8  | −3   |                           |
| 4    | U de G      | 6    | 6  | 1 | 2 | 3 | 1  | 4  | 7  | −3   |                           |

 Fuente: [cita requerida]
| Leones Negros      | 0 - 0 | Atlas              | Jalisco    | 28 de julio      | 19:00 |  |
| Dorados de Sinaloa | 1 - 2 | Murciélagos        | Banorte    | 28 de julio      | 21:00 |  |
| Murciélagos        | 1 - 0 | Dorados de Sinaloa | Centenario | 4 de agosto      | 21:00 |  |
| Atlas              | 1 - 0 | Leones Negros      | Jalisco    | 5 de agosto      | 21:00 |  |
| Leones Negros      | 1 - 2 | Dorados de Sinaloa | Jalisco    | 18 de agosto     | 19:00 |  |
| Murciélagos        | 1 - 2 | Atlas              | Centenario | 18 de agosto     | 21:00 |  |
| Dorados de Sinaloa | 3 - 0 | Leones Negros      | Banorte    | 25 de agosto     | 21:00 |  |
| Atlas              | 2 - 0 | Murciélagos        | Jalisco    | 26 de agosto     | 19:00 |  |
| Leones Negros      | 2 - 0 | Murciélagos        | Jalisco    | 15 de septiembre | 19:00 |  |
| Dorados de Sinaloa | 1 - 0 | Atlas              | Banorte    | 15 de septiembre | 21:00 |  |
| Murciélagos        | 1 - 1 | Leones Negros      | Centenario | 22 de septiembre | 21:00 |  |
| Atlas              | 1 - 0 | Dorados de Sinaloa | Jalisco    | 23 de septiembre | 21:00 |  |

### Grupo 7
Equipos de la Liga Bancomer MX: Puebla, Veracruz
Equipos del Ascenso Bancomer MX: Celaya, Lobos BUAP
Trasmisión:  / 
| Pos. | Equipo     | Pts. | PJ | G | E | P | LG | GF | GC | Dif. | Clasificación             |
| ---- | ---------- | ---- | -- | - | - | - | -- | -- | -- | ---- | ------------------------- |
| 1    | Veracruz   | 13   | 6  | 3 | 2 | 1 | 2  | 7  | 3  | +4   | Acceso a cuartos de final |
| 2    | Lobos BUAP | 11   | 6  | 3 | 0 | 3 | 2  | 10 | 6  | +4   |                           |
| 3    | Puebla     | 10   | 6  | 2 | 3 | 1 | 1  | 3  | 5  | −2   |                           |
| 4    | Celaya     | 4    | 6  | 1 | 1 | 4 | 0  | 3  | 9  | −6   |                           |

 Fuente: [cita requerida]
| Lobos BUAP | 0 - 2 | Veracruz   | Olímpico de la BUAP  | 28 de julio      | 21:00 |   |
| Celaya     | 0 - 0 | Puebla     | Miguel Alemán Valdés | 29 de julio      | 19:00 | / |
| Puebla     | 2 - 0 | Celaya     | Olímpico de la BUAP  | 4 de agosto      | 19:00 | / |
| Veracruz   | 2 - 1 | Lobos BUAP | Luis "Pirata" Fuente | 4 de agosto      | 21:00 |   |
| Puebla     | 0 - 5 | Lobos BUAP | Olímpico de la BUAP  | 18 de agosto     | 19:00 | / |
| Veracruz   | 1 - 2 | Celaya     | Luis "Pirata" Fuente | 18 de agosto     | 21:00 |   |
| Celaya     | 0 - 2 | Veracruz   | Miguel Alemán Valdés | 25 de agosto     | 19:00 | / |
| Lobos BUAP | 0 - 1 | Puebla     | Olímpico de la BUAP  | 25 de agosto     | 21:00 |   |
| Lobos BUAP | 2 - 0 | Celaya     | Olímpico de la BUAP  | 15 de septiembre | 19:00 | / |
| Veracruz   | 0 - 0 | Puebla     | Luis "Pirata" Fuente | 15 de septiembre | 21:00 |   |
| Celaya     | 1 - 2 | Lobos BUAP | Miguel Alemán Valdés | 22 de septiembre | 19:00 |   |
| Puebla     | 0 - 0 | Veracruz   | Olímpico de la BUAP  | 23 de septiembre | 19:00 | / |

### Mejor segundo
| Pos. | Equipo               | Pts. | PJ | G | E | P | LG | GF | GC | Dif. | Clasificación             |
| ---- | -------------------- | ---- | -- | - | - | - | -- | -- | -- | ---- | ------------------------- |
| 1    | Tijuana              | 15   | 6  | 4 | 1 | 1 | 2  | 12 | 11 | +1   | Acceso a cuartos de final |
| 2    | Morelia              | 13   | 6  | 3 | 2 | 1 | 2  | 7  | 5  | +2   |                           |
| 3    | Atlante              | 12   | 6  | 3 | 1 | 2 | 2  | 6  | 6  | 0    |                           |
| 4    | Dorados              | 10   | 6  | 3 | 0 | 3 | 1  | 7  | 5  | +2   |                           |
| 5    | Atlético de San Luis | 10   | 6  | 2 | 2 | 2 | 2  | 11 | 10 | +1   |                           |
| 6    | Chiapas              | 10   | 6  | 2 | 2 | 2 | 2  | 10 | 11 | −1   |                           |
| 7    | Puebla               | 10   | 6  | 2 | 3 | 1 | 1  | 3  | 5  | −2   |                           |

 Fuente: [cita requerida]

## Tabla de clasificados
- Datos según la página oficial de la competición.

| Pos. | Equipo      | Pts. | PJ | G | E | P | LG | GF | GC | Dif. |
| ---- | ----------- | ---- | -- | - | - | - | -- | -- | -- | ---- |
| 1    | León        | 17   | 6  | 4 | 2 | 0 | 3  | 17 | 9  | +8   |
| 2    | Guadalajara | 16   | 6  | 4 | 1 | 1 | 3  | 7  | 3  | +4   |
| 3    | Toluca      | 15   | 6  | 3 | 3 | 0 | 3  | 14 | 7  | +7   |
| 4    | Atlas       | 15   | 6  | 4 | 1 | 1 | 2  | 6  | 2  | +4   |
| 5    | Tijuana     | 15   | 6  | 4 | 1 | 1 | 2  | 12 | 11 | +1   |
| 6    | Alebrijes   | 14   | 6  | 3 | 2 | 1 | 3  | 11 | 7  | +4   |
| 7    | Veracruz    | 13   | 6  | 3 | 2 | 1 | 2  | 7  | 3  | +4   |
| 8    | Cruz Azul   | 13   | 6  | 4 | 0 | 2 | 1  | 6  | 3  | +3   |

 Fuente: [cita requerida]

## Estadísticas

### Máximos goleadores
Lista con los máximos goleadores de la Copa Corona MX, * Datos según la página oficial de la competición. (También se incluyen los goles de Fase Final)
| Pos. | Jugador             | Equipo            | Goles | Min. | Frec.  |
| ---- | ------------------- | ----------------- | ----- | ---- | ------ |
| 1.º  | Jesús Moreno        | Alebrijes         | 5     | 440  | 88.00  |
| 1.º  | Silvio Torales      | Pumas UNAM        | 5     | 540  | 108.00 |
| 2.º  | Miguel Sabah        | León              | 4     | 373  | 93.25  |
| 2.º  | Francisco Acuña     | Lobos BUAP        | 4     | 452  | 113.00 |
| 3.º  | Fernando Uribe      | Toluca            | 3     | 77   | 25.67  |
| 3.º  | Othoniel Arce       | Atlético San Luis | 3     | 222  | 74.00  |
| 3.º  | Alfredo Moreno      | Tijuana           | 3     | 234  | 78.00  |
| 3.º  | Diego Calderón      | Zacatepec         | 3     | 263  | 87.67  |
| 3.º  | Carlos Peña         | León              | 3     | 270  | 90.00  |
| 3.º  | Rogelio Funes Mori  | Monterrey         | 3     | 305  | 101.67 |
| 3.º  | Marvin Piñón        | Lobos BUAP        | 3     | 379  | 126.33 |
| 3.º  | Raúl Enríquez       | Dorados           | 3     | 447  | 149.00 |
| 3.º  | Jesús Isijara       | Necaxa            | 3     | 479  | 159.67 |
| 3.º  | Ezequiel Rescaldani | Puebla            | 3     | 513  | 171.00 |
| 3.º  | Mauro Cejas         | Morelia           | 3     | 520  | 173.33 |
| 3.º  | Abraham Carreño     | Chiapas           | 3     | 520  | 173.33 |
| 3.º  | Daniel González     | Chiapas           | 3     | 540  | 180.00 |

## Fase final
Se jugará a un partido por eliminación directa, en caso de empate en tiempo regular se definirá por tanda de penales.
|  | Cuartos de final           | Cuartos de final           | Cuartos de final           |             |   | Semifinales           | Semifinales           | Semifinales           |  |   | Final                  | Final                  | Final                  |  |
|  | 20 y 21 de octubre de 2015 | 20 y 21 de octubre de 2015 | 20 y 21 de octubre de 2015 |             |   | 28 de octubre de 2015 | 28 de octubre de 2015 | 28 de octubre de 2015 |  |   | 4 de noviembre de 2015 | 4 de noviembre de 2015 | 4 de noviembre de 2015 |  |
|  |                            |                            |                            |             |   |                       |                       |                       |  |   |                        |                        |                        |  |
|  |                            |                            |                            |             |   |                       |                       |                       |  |   |                        |                        |                        |  |
|  | 1                          | León                       | 2                          |             |   |                       |                       |                       |  |   |                        |                        |                        |  |
|  | 1                          | León                       | 2                          |             |   |                       |                       |                       |  |   |                        |                        |                        |  |
|  | 8                          | Cruz Azul                  | 0                          |             |   |                       |                       |                       |  |   |                        |                        |                        |  |
|  | 8                          | Cruz Azul                  | 0                          |             | 1 | León                  | 1                     |                       |  |   |                        |                        |                        |  |
|  |                            |                            |                            |             | 1 | León                  | 1                     |                       |  |   |                        |                        |                        |  |
|  |                            |                            | 4                          | Atlas       | 0 |                       |                       |                       |  |   |                        |                        |                        |  |
|  | 4                          | Atlas (p.)                 | 4                          | Atlas       | 0 | 2 (5)                 |                       |                       |  |   |                        |                        |                        |  |
|  | 4                          | Atlas (p.)                 |                            |             |   |                       |                       |                       |  |   |                        |                        |                        |  |
|  | 5                          | Tijuana                    | 2 (4)                      |             |   |                       |                       |                       |  |   |                        |                        |                        |  |
|  | 5                          | Tijuana                    | 2 (4)                      |             |   |                       |                       |                       |  | 1 | León                   | 0                      |                        |  |
|  |                            |                            |                            |             |   |                       |                       |                       |  | 1 | León                   | 0                      |                        |  |
|  |                            |                            | 2                          | Guadalajara | 1 |                       |                       |                       |  |   |                        |                        |                        |  |
|  | 2                          | Guadalajara (p.)           | 2                          | Guadalajara | 1 | 1 (6)                 |                       |                       |  |   |                        |                        |                        |  |
|  | 2                          | Guadalajara (p.)           |                            |             |   |                       |                       |                       |  |   |                        |                        |                        |  |
|  | 7                          | Veracruz                   | 1 (5)                      |             |   |                       |                       |                       |  |   |                        |                        |                        |  |
|  | 7                          | Veracruz                   | 1 (5)                      |             | 2 | Guadalajara           | 1                     |                       |  |   |                        |                        |                        |  |
|  |                            |                            |                            |             | 2 | Guadalajara           | 1                     |                       |  |   |                        |                        |                        |  |
|  |                            |                            | 3                          | Toluca      | 0 |                       |                       |                       |  |   |                        |                        |                        |  |
|  | 3                          | Toluca                     | 3                          | Toluca      | 0 | 3                     |                       |                       |  |   |                        |                        |                        |  |
|  | 3                          | Toluca                     |                            |             |   |                       |                       |                       |  |   |                        |                        |                        |  |
|  | 6                          | Alebrijes                  | 0                          |             |   |                       |                       |                       |  |   |                        |                        |                        |  |
|  | 6                          | Alebrijes                  | 0                          |             |   |                       |                       |                       |  |   |                        |                        |                        |  |
|  |                            |                            |                            |             |   |                       |                       |                       |  |   |                        |                        |                        |  |

### Cuartos de final

#### Leónvs.Cruz Azul
| 20 de octubre de 2015, 19:00 | León                    | 2:0 (1:0) | Cruz Azul | Estadio Nou Camp, León      |                             |
|                              | Peña 20' · Burdisso 47' |           |           | Árbitro(s): Adonai Escobedo | Árbitro(s): Adonai Escobedo |
| León avanzó a semifinales    |                         |           |           |                             |                             |

#### Atlasvs.Tijuana
| 21 de octubre de 2015, 20:00 | Atlas                                                | 2:2 (1:2) (5:4 p.)         | Tijuana                                       | Estadio Jalisco, Guadalajara   |                                |
|                              | Bergessio 9' · Arizala 64'                           |                            | García 41' · Guzmán 44'                       | Árbitro(s): Fernando Hernández | Árbitro(s): Fernando Hernández |
|                              |                                                      | Tiros desde el punto penal |                                               |                                |                                |
|                              | Medina · Bergessio · Arizala · Barragán · Valenzuela |                            | Moreno · García · Chávez · Hauche · Hernández |                                |                                |
| Atlas avanzó a semifinales   |                                                      |                            |                                               |                                |                                |

#### Guadalajaravs.Veracruz
| 20 de octubre de 2015, 21:15     | Guadalajara                                                 | 1:1 (0:1) (6:5 p.)         | Veracruz                                                       | Estadio Omnilife, Zapopan |                         |
|                                  | Zaldívar 65'                                                |                            | Villalva 45'                                                   | Árbitro(s): Marco Ortiz   | Árbitro(s): Marco Ortiz |
|                                  |                                                             | Tiros desde el punto penal |                                                                |                           |                         |
|                                  | López · Castro · Marín · Fabián · Bravo · Zaldívar · Fierro |                            | López · Andrade · García · Corona · Furch · Zamora · Cervantes |                           |                         |
| Guadalajara avanzó a semifinales |                                                             |                            |                                                                |                           |                         |

#### Tolucavs.Alebrijes
| 20 de octubre de 2015, 19:00 | Toluca                                                  | 3:0 (1:0) | Oaxaca | Estadio Nemesio Diez, Toluca |                           |
|                              | Bottinelli 23' (pen.) · Arellano 78' · Lobos 88' (pen.) |           |        | Árbitro(s): Diego Montaño    | Árbitro(s): Diego Montaño |
| Toluca avanzó a semifinales  |                                                         |           |        |                              |                           |

### Semifinales

#### Leónvs.Atlas
| 28 de octubre de 2015, 21:15 | León        | 1:0 (0:0) | Atlas | Estadio Nou Camp, León    |                           |
|                              | Boselli 48' |           |       | Árbitro(s): Miguel Flores | Árbitro(s): Miguel Flores |
| León avanzó a la final       |             |           |       |                           |                           |

#### Guadalajaravs.Toluca
| 28 de octubre de 2015, 19:00  | Guadalajara | 1:0 (1:0) | Toluca | Estadio Omnilife, Zapopan |                           |
|                               | Bravo 33'   |           |        | Árbitro(s): Erick Miranda | Árbitro(s): Erick Miranda |
| Guadalajara avanzó a la final |             |           |        |                           |                           |

### Final

#### Leónvs.Guadalajara
| 4 de noviembre de 2015, 21:00                    | León | 0:1 (0:0) | Guadalajara | Estadio Nou Camp, León        |                               |
|                                                  |      |           | Alanís 70'  | Árbitro(s): Jorge Isaac Rojas | Árbitro(s): Jorge Isaac Rojas |
| Guadalajara Campeón de la Copa MX Apertura 2015. |      |           |             |                               |                               |

##### Datos del partido
| 25    | POR   | William Yarbrough    |     |
| 2     | DEF   | Efraín Velarde       |     |
| 35    | DEF   | Ignacio González     |     |
| 6     | DEF   | Diego Novaretti      | 8'  |
| 5     | DEF   | Fernando Navarro     | 74' |
| 23    | MED   | José Juan Vázquez    |     |
| 27    | MED   | Carlos Peña          |     |
| 8     | MED   | Elías Hernández      | 61' |
| 10    | MED   | Luis Montes          |     |
| 7     | MED   | Hernán Darío Burbano |     |
| 17    | DEL   | Mauro Boselli        |     |
| D. T. | D. T. | Antonio Pizzi        |     |

| 30    | POR   | Rodolfo Cota    |     |
| 15    | DEF   | Raúl López      |     |
| 28    | DEF   | Miguel Basulto  |     |
| 2     | DEF   | Oswaldo Alanís  |     |
| 16    | DEF   | Miguel Ponce    |     |
| 3     | MED   | Carlos Salcido  |     |
| 25    | MED   | Michael Pérez   |     |
| 24    | MED   | Carlos Cisneros | 69' |
| 33    | MED   | Marco Fabián    | 79' |
| 7     | MED   | Carlos Fierro   | 62' |
| 9     | DEL   | Omar Bravo      |     |
| D. T. | D. T. | Matías Almeyda  |     |

| 19 | Defensa        | Jonny Magallón    | 8'  |
| 31 | Centrocampista | Jonathan González | 61' |
| 9  | Delantero      | Miguel Sabah      | 74' |

| 11 | Centrocampista | Isaac Brizuela | 62' |
| 23 | Delantero      | Ángel Zaldívar | 69' |
| 20 | Centrocampista | Israel Castro  | 79' |

| 70' | Oswaldo Alanís | 0:1 |

| 42' | Fernando Navarro |

| 13' · 26' · 44' · 75' · 86' | Marco Fabián Carlos Fierro Rodolfo Cota Ángel Zaldívar Raúl López |

| Principal  | Jorge Isaac Rojas |
| Asistentes | Alberto Morin     |
|            | Marvin Torrentera |
| Cuarto     | César Ramos       |

|                    |    |   |
| Tiros              | 7  | 5 |
| Tiros a puerta     | 4  | 3 |
| Faltas             | 11 | 7 |
| Saques de esquina  | 6  | 4 |
| Penaltis           | 0  | 0 |
| Fueras de juego    | 3  | 1 |
| Posesión del balón | %  | % |

| Alineación inicial |

| 25    | POR   | William Yarbrough    |     |
| 2     | DEF   | Efraín Velarde       |     |
| 35    | DEF   | Ignacio González     |     |
| 6     | DEF   | Diego Novaretti      | 8'  |
| 5     | DEF   | Fernando Navarro     | 74' |
| 23    | MED   | José Juan Vázquez    |     |
| 27    | MED   | Carlos Peña          |     |
| 8     | MED   | Elías Hernández      | 61' |
| 10    | MED   | Luis Montes          |     |
| 7     | MED   | Hernán Darío Burbano |     |
| 17    | DEL   | Mauro Boselli        |     |
| D. T. | D. T. | Antonio Pizzi        |     |

| 30    | POR   | Rodolfo Cota    |     |
| 15    | DEF   | Raúl López      |     |
| 28    | DEF   | Miguel Basulto  |     |
| 2     | DEF   | Oswaldo Alanís  |     |
| 16    | DEF   | Miguel Ponce    |     |
| 3     | MED   | Carlos Salcido  |     |
| 25    | MED   | Michael Pérez   |     |
| 24    | MED   | Carlos Cisneros | 69' |
| 33    | MED   | Marco Fabián    | 79' |
| 7     | MED   | Carlos Fierro   | 62' |
| 9     | DEL   | Omar Bravo      |     |
| D. T. | D. T. | Matías Almeyda  |     |

| 19 | Defensa        | Jonny Magallón    | 8'  |
| 31 | Centrocampista | Jonathan González | 61' |
| 9  | Delantero      | Miguel Sabah      | 74' |

| 11 | Centrocampista | Isaac Brizuela | 62' |
| 23 | Delantero      | Ángel Zaldívar | 69' |
| 20 | Centrocampista | Israel Castro  | 79' |

| 70' | Oswaldo Alanís | 0:1 |

| 42' | Fernando Navarro |

| 13' · 26' · 44' · 75' · 86' | Marco Fabián Carlos Fierro Rodolfo Cota Ángel Zaldívar Raúl López |

| Principal  | Jorge Isaac Rojas |
| Asistentes | Alberto Morin     |
|            | Marvin Torrentera |
| Cuarto     | César Ramos       |

|                    |    |   |
| Tiros              | 7  | 5 |
| Tiros a puerta     | 4  | 3 |
| Faltas             | 11 | 7 |
| Saques de esquina  | 6  | 4 |
| Penaltis           | 0  | 0 |
| Fueras de juego    | 3  | 1 |
| Posesión del balón | %  | % |

| Alineación inicial |

| 25    | POR   | William Yarbrough    |     |
| 2     | DEF   | Efraín Velarde       |     |
| 35    | DEF   | Ignacio González     |     |
| 6     | DEF   | Diego Novaretti      | 8'  |
| 5     | DEF   | Fernando Navarro     | 74' |
| 23    | MED   | José Juan Vázquez    |     |
| 27    | MED   | Carlos Peña          |     |
| 8     | MED   | Elías Hernández      | 61' |
| 10    | MED   | Luis Montes          |     |
| 7     | MED   | Hernán Darío Burbano |     |
| 17    | DEL   | Mauro Boselli        |     |
| D. T. | D. T. | Antonio Pizzi        |     |

| 30    | POR   | Rodolfo Cota    |     |
| 15    | DEF   | Raúl López      |     |
| 28    | DEF   | Miguel Basulto  |     |
| 2     | DEF   | Oswaldo Alanís  |     |
| 16    | DEF   | Miguel Ponce    |     |
| 3     | MED   | Carlos Salcido  |     |
| 25    | MED   | Michael Pérez   |     |
| 24    | MED   | Carlos Cisneros | 69' |
| 33    | MED   | Marco Fabián    | 79' |
| 7     | MED   | Carlos Fierro   | 62' |
| 9     | DEL   | Omar Bravo      |     |
| D. T. | D. T. | Matías Almeyda  |     |

| 19 | Defensa        | Jonny Magallón    | 8'  |
| 31 | Centrocampista | Jonathan González | 61' |
| 9  | Delantero      | Miguel Sabah      | 74' |

| 11 | Centrocampista | Isaac Brizuela | 62' |
| 23 | Delantero      | Ángel Zaldívar | 69' |
| 20 | Centrocampista | Israel Castro  | 79' |

| 70' | Oswaldo Alanís | 0:1 |

| 42' | Fernando Navarro |

| 13' · 26' · 44' · 75' · 86' | Marco Fabián Carlos Fierro Rodolfo Cota Ángel Zaldívar Raúl López |

| Principal  | Jorge Isaac Rojas |
| Asistentes | Alberto Morin     |
|            | Marvin Torrentera |
| Cuarto     | César Ramos       |

|                    |    |   |
| Tiros              | 7  | 5 |
| Tiros a puerta     | 4  | 3 |
| Faltas             | 11 | 7 |
| Saques de esquina  | 6  | 4 |
| Penaltis           | 0  | 0 |
| Fueras de juego    | 3  | 1 |
| Posesión del balón | %  | % |

| Alineación inicial |

| 25    | POR   | William Yarbrough    |     |
| 2     | DEF   | Efraín Velarde       |     |
| 35    | DEF   | Ignacio González     |     |
| 6     | DEF   | Diego Novaretti      | 8'  |
| 5     | DEF   | Fernando Navarro     | 74' |
| 23    | MED   | José Juan Vázquez    |     |
| 27    | MED   | Carlos Peña          |     |
| 8     | MED   | Elías Hernández      | 61' |
| 10    | MED   | Luis Montes          |     |
| 7     | MED   | Hernán Darío Burbano |     |
| 17    | DEL   | Mauro Boselli        |     |
| D. T. | D. T. | Antonio Pizzi        |     |

| 30    | POR   | Rodolfo Cota    |     |
| 15    | DEF   | Raúl López      |     |
| 28    | DEF   | Miguel Basulto  |     |
| 2     | DEF   | Oswaldo Alanís  |     |
| 16    | DEF   | Miguel Ponce    |     |
| 3     | MED   | Carlos Salcido  |     |
| 25    | MED   | Michael Pérez   |     |
| 24    | MED   | Carlos Cisneros | 69' |
| 33    | MED   | Marco Fabián    | 79' |
| 7     | MED   | Carlos Fierro   | 62' |
| 9     | DEL   | Omar Bravo      |     |
| D. T. | D. T. | Matías Almeyda  |     |

| 19 | Defensa        | Jonny Magallón    | 8'  |
| 31 | Centrocampista | Jonathan González | 61' |
| 9  | Delantero      | Miguel Sabah      | 74' |

| 11 | Centrocampista | Isaac Brizuela | 62' |
| 23 | Delantero      | Ángel Zaldívar | 69' |
| 20 | Centrocampista | Israel Castro  | 79' |

| 70' | Oswaldo Alanís | 0:1 |

| 42' | Fernando Navarro |

| 13' · 26' · 44' · 75' · 86' | Marco Fabián Carlos Fierro Rodolfo Cota Ángel Zaldívar Raúl López |

| Principal  | Jorge Isaac Rojas |
| Asistentes | Alberto Morin     |
|            | Marvin Torrentera |
| Cuarto     | César Ramos       |

|                    |    |   |
| Tiros              | 7  | 5 |
| Tiros a puerta     | 4  | 3 |
| Faltas             | 11 | 7 |
| Saques de esquina  | 6  | 4 |
| Penaltis           | 0  | 0 |
| Fueras de juego    | 3  | 1 |
| Posesión del balón | %  | % |

| Alineación inicial |

| Campeón Apertura 2015 |
| --------------------- |
|                       |
| Guadalajara           |
| 3° Título             |

| Predecesor: Clausura 2015 | Temporadas de la Copa México Apertura 2015 | Sucesor: Clausura 2016 |